# Opuntia elizondoana
Opuntia elizondoana ist eine Pflanzenart in der Gattung der Opuntien (Opuntia) aus der Familie der Kakteengewächse (Cactaceae). Das Artepitheton elizondoana ehrt den mexikanischen Botaniker Jorge L. Elizondo († 1989).

## Beschreibung
Opuntia elizondoana wächst strauchig, verzweigt von der Basis her und bildet Gruppen mit Wuchshöhen von 30 bis 65 Zentimeter. Die grünlichen bis gelblichen bis olivgrünen, kahlen, elliptischen bis länglichen Triebabschnitte sind 10 bis 20 Zentimeter lang und 4,5 bis 5,5 Zentimeter breit. Die kleinen gelblichen Blattrudimente besitzen eine rötliche Spitze. Die ovalen weißlich grauen Areolen sind purpurfarben überhaucht. Die Glochiden sind gelblich. Die zwei bis vier – oder gelegentlich bis sieben – etwas spreizenden, weißlichen Dornen besitzen eine gelbliche Spitze. Sie sind 1 bis 2 Zentimeter lang.
Die gelben, rötlich überhauchten Blüten weisen eine Länge von bis zu 5 Zentimeter auf. Die verkehrt eiförmigen Früchte sind grün bis lachsfarben und 3 bis 3,5 Zentimeter lang.

## Verbreitung und Systematik
Opuntia elizondoana ist im mexikanischen Bundesstaat Querétaro verbreitet.
Die Erstbeschreibung erfolgte 1994 durch Emiliano Sánchez M. und José Luis Villaseñor.

## Nachweise